# Óscar Hernández Polanco
Óscar Ignacio Hernández Polanco (Santiago, 3 de julio de 1994), es un futbolista chileno. Juega de mediocampista y actualmente se encuentra sin club.  

## Trayectoria
Hernández inició su carrera en el club 15 de Noviembre de la comuna de Renca. Posteriormente se integró a las divisiones inferiores de Unión Española, donde logró llegar al primer equipo en el año 2011, jugando 2 partidos por la tienda hispana en el Torneo Clausura 2011. En el Torneo Transición 2013 ha logrado consolidarse en el equipo, jugando de titular la mayoría de los partidos y convirtiéndose en el segundo goleador del equipo.
Ha jugado también en la Selección de fútbol sub-20 de Chile, siendo llamado por primera vez por el técnico Fernando Carvallo

## Estadísticas

### Clubes
| Club                                                                                                 | Div.             | Temporada        | Liga  | Liga  | Copas(1) | Copas(1) | Torneos internacionales(2) | Torneos internacionales(2) | Total(3) | Total(3) |
| Club                                                                                                 | Div.             | Temporada        | Part. | Goles | Part.    | Goles    | Part.                      | Goles                      | Part.    | Goles    |
| --- | ---------------- | ---------------- | ----- | ----- | -------- | -------- | -------------------------- | -------------------------- | -------- | -------- |
| Unión Española · Chile                                                                               | 1ª               | 2011             | 2     | 0     | 0        | 0        | 0                          | 0                          | 2        | 0        |
| Unión Española · Chile                                                                               | 1ª               | 2012             | 2     | 0     | 7        | 1        | 0                          | 0                          | 9        | 1        |
| Unión Española · Chile                                                                               | 1ª               | 2013             | 13    | 3     | 0        | 0        | 0                          | 0                          | 13       | 3        |
| Unión Española · Chile                                                                               | 1ª               | 2013-14          | 14    | 0     | 5        | 0        | 1                          | 0                          | 20       | 0        |
| Unión Española · Chile                                                                               | 1ª               | 2014-15          | 0     | 0     | 5        | 0        | 0                          | 0                          | 5        | 0        |
| Unión Española · Chile                                                                               | 1ª               | 2015-16          | 16    | 1     | 3        | 1        | 0                          | 0                          | 19       | 2        |
| Unión Española · Chile                                                                               | 1ª               | 2016-17          | 26    | 2     | 5        | 1        | 2                          | 0                          | 33       | 3        |
| Unión Española · Chile                                                                               | Total club       | Total club       | 73    | 6     | 25       | 3        | 1                          | 0                          | 99       | 9        |
| Unión Española B · Chile                                                                             | 3ª               | 2012             | 9     | 2     | 0        | 0        | 5                          | 0                          | 14       | 2        |
| Unión Española B · Chile                                                                             | 3ª               | 2013-14          | 9     | 1     | 0        | 0        | 0                          | 0                          | 9        | 1        |
| Unión Española B · Chile                                                                             | Total club       | Total club       | 18    | 3     | 0        | 0        | 5                          | 0                          | 23       | 3        |
| Barnechea · Chile                                                                                    | 1ª               | 2014-15          | 20    | 2     | 0        | 0        | 0                          | 0                          | 20       | 0        |
| Barnechea · Chile                                                                                    | Total club       | Total club       | 20    | 2     | 0        | 0        | 0                          | 0                          | 20       | 2        |
| Atlético San Luis · México                                                                           | 2ª               | 2017-18          | 12    | 0     | 3        | 0        | 0                          | 0                          | 15       | 0        |
| Atlético San Luis · México                                                                           | Total club       | Total club       | 12    | 0     | 3        | 0        | 0                          | 0                          | 15       | 0        |
| Deportes Antofagasta · Chile                                                                         | 1ª               | 2018             | 9     | 0     | 0        | 0        | 0                          | 0                          | 9        | 0        |
| Deportes Antofagasta · Chile                                                                         | 1ª               | 2019             | 6     | 0     | 1        | 0        | 0                          | 0                          | 7        | 0        |
| Deportes Antofagasta · Chile                                                                         | Total club       | Total club       | 15    | 0     | 1        | 0        | 0                          | 0                          | 16       | 0        |
| Deportes Puerto Montt · Chile                                                                        | 2ª               | 2019             | 9     | 0     | 0        | 0        | 0                          | 0                          | 9        | 0        |
| Deportes Puerto Montt · Chile                                                                        | Total club       | Total club       | 9     | 0     | 0        | 0        | 0                          | 0                          | 9        | 0        |
| Deportes Linares · Chile                                                                             | 3ª               | 2020             | 10    | 0     | 0        | 0        | 0                          | 0                          | 10       | 0        |
| Deportes Linares · Chile                                                                             | Total club       | Total club       | 10    | 0     | 0        | 0        | 0                          | 0                          | 9        | 0        |
| Fernández Vial · Chile                                                                               | 2ª               | 2021             | 15    | 0     | 0        | 0        | 0                          | 0                          | 15       | 0        |
| Fernández Vial · Chile                                                                               | 2ª               | 2022             | 2     | 0     | 0        | 0        | 0                          | 0                          | 2        | 0        |
| Fernández Vial · Chile                                                                               | Total club       | Total club       | 17    | 0     | 0        | 0        | 0                          | 0                          | 17       | 0        |
| Total en carrera                                                                                     | Total en carrera | Total en carrera | 174   | 11    | 29       | 3        | 6                          | 0                          | 209      | 14       |
| (1)Incluye datos de la Copa Chile (Copa Chile) y de la Supercopa de Chile (Supercopa de Chile 2013). |                  |                  |       |       |          |          |                            |                            |          |          |

## Palmarés

### Campeonatos nacionales
| Título             | Club           | País  | Año    |
| ------------------ | -------------- | ----- | ------ |
| Primera División   | Unión Española | Chile | 2013-T |
| Supercopa de Chile | Unión Española | Chile | 2013   |

|2023
|2013